# Приветнинское (посёлок)
Приветнинское (до 1948 — Ино, фин. Ino) — посёлок в Полянском сельском поселении Выборгском районе Ленинградской области.

## Название
Происхождение топонима Ино неизвестно.
16 января 1948 года сессия Инокюльского сельсовета приняла решение переименовать Ино в деревню Приморье, но спустя полгода комиссия по переименованиям утвердила для деревни другое название — Приветнинская.
Переименование было закреплено указом Президиума ВС РСФСР от 1 октября 1948 года.

## История
Поместье Ино в XVII веке принадлежало шведскому подданному Олави Розенштерну, которому в 1656 году была пожалована льгота от повинностей (сетерейная льгота).
Деревня состояла из 23 частей, имевших свои названия. Все эти части объединялись в три группы: Ховинпяа или Усадьба, Кескикюля или Средняя деревня, Кюлянпяа или Окраина. 
- Деревня Инокула на русской карте 1745 года

- Деревня Ино на финской карте 1923 года

В 1934 году в деревне Ино насчитывалось 288 земельных владений, а число жителей составляло 950 человек. 
До 1939 года деревня Ино входила в состав волости Уусикиркко Выборгской губернии Финляндской республики и являлась самой большой деревней волости. Перед началом войны деревня насчитывала более 250 домов.
С 1 мая 1940 года по 30 сентября 1948 года — в составе Инокюльского сельсовета Каннельярвского (Райволовского) района.
С 1 июля 1941 года по 31 мая 1944 года — финская оккупация. 
В 1945 году в деревню Ино были переселены 20 семей из Кировской и Калининской областей. В деревне был организован колхоз «Красный пограничник», который после укрупнения, проведённого в середине 1950-х годов, стал отделением животноводческого совхоза «Поляны». 
С 1 октября 1948 года в составе Приветнинского сельсовета Рощинского района.
С 1 января 1949 года учитывается административными данными как деревня Приветненское. 
С 1 июня 1954 года — в составе Октябрьского сельсовета.
В 1961 году население деревни составляло 411 человек.
С 1 февраля 1963 года — в составе Выборгского района.
Согласно данным 1966 и 1973 годов посёлок Приветнинское входил в состав Октябрьского сельсовета.
Согласно данным 1990 года посёлок Приветнинское входил в состав Полянского сельсовета.
В 1997 году в посёлке Приветнинское Полянской волости проживал 501 человек, в 2002 году — 1354 человека (русские — 84 %).
В 2007 году в посёлке Приветнинское Полянского СП проживали 906 человек, в 2010 году — 492 человека.

## География
Посёлок расположен в южной части района на автодороге 41А-082 (Зеленогорск — Выборг).
Расстояние до административного центра поселения — 33 км.
Расстояние до ближайшей железнодорожной станции Приветненское — 2 км.
К северу от посёлка протекает река Приветная.

## Демография
| 2007 | 2010 | 2017 | 2021 |
| ---- | ---- | ---- | ---- |
| 435  | ↗492 | ↘450 | ↗567 |

## Улицы
Берёзовая аллея, Верхняя, Ветеранов, Дальняя, Дачная, Домостроительная, Заставская, Зеленая, Зеркальная, Кленовая, Ключевой тупик, Лесная, Луговая, Морская, Мостовой переулок, Новая, Осиновый проезд, Осиновый переулок, Песочная, Подгорный переулок, Полевая, Садовая, Северная, Смолячковская, Солнечная, Счастливая, Тихий переулок, Фермерский проезд, Хуторская, Цветочная, Центральная, Южная, Ягодная, Ясный проезд.